# Pentominium
Het Pentominium is een niet-afgebouwde woontoren in Dubai, VAE. Het gebouw zou 122 verdiepingen gaan tellen en 515,68 meter hoog worden. De constructie van het door Aedas ontworpen gebouw begon in 2009 en zou naar planning in 2013 eindigen. Met zijn hoogte van meer dan 500 meter, zou het Pentominium bij de oplevering de hoogste woontoren ter wereld worden. De toekomst van het Pentominium is echter onbekend nadat de huidige financeerder failliet is verklaard en slechts 28 verdiepingen in ruwbouw gereedgekomen zijn.

## Ontwerp
Pentominium is een porte-manteau van penthouse en condominium. Iedere woning zou volgens de originele bouwplannen een eigen foyer krijgen en een biometrisch toegangssysteem. Elke verdieping van ongeveer 600 vierkante meter zou één appartement bevatten.
Volgens de ontwikkelaar Trident International Holdings was het doel om de meest luxueuze appartementen ter wereld te ontwikkelen, ieder met toegang tot een butlerservice, 24 uur per dag. De bovenste verdiepingen van het gebouw zouden onder andere een binnenzwembad, een zakencentrum, een observatiedek, een privé-theater en een squashveld bevatten.